# NGC 7343
NGC 7343 est une galaxie spirale barrée située dans la constellation de Pégase. Sa vitesse par rapport au fond diffus cosmologique est de 7 150 ± 24 km/s, ce qui correspond à une distance de Hubble de 105,5 ± 7,4 Mpc (∼344 millions d'al). NGC 7343 a été découverte par l'astronome américain Truman Safford en 1866. Elle fut redécouverte indépendamment par l'astronome français Édouard Stephan le 27 septembre 1873.
La classe de luminosité de NGC 7343 est II-III et elle présente une large raie HI. De plus, elle est aussi une galaxie LINER, c'est-à-dire une galaxie dont le noyau présente un spectre d'émission caractérisé par de larges raies d'atomes faiblement ionisés.
À ce jour, huit mesures non basées sur le décalage vers le rouge (redshift) donnent une distance de 65,787 ± 44,256 Mpc (∼215 millions d'al), ce qui est à l'extérieur des valeurs de la distance de Hubble.

## Supernova
La supernova SN 1974j a été découverte dans NGC 7343 le 9 octobre 1974 par l'astronome italien Leonida Rosino. D'une magnitude apparente de 15,5 au moment de sa découverte, elle était de type I.